# Glenduan
La ville Glenduan est une petite localité siégeant dans le nord de la cité de Nelson dans l’Île du Sud de la Nouvelle-Zélande.

## Situation
Elle se situe sur les berges de la Baie de Tasman entre l’extrémité nord de Boulder Bank (en) et l'île de Île Pepin,.

## Population
La population était de 477 habitants lors du recensement de 2013 en Nouvelle-Zélande.
Elle était en diminution de 27 personnes par rapport au recensement de 2006.